# Apistomyia cinnamomea
Apistomyia cinnamomea är en tvåvingeart som beskrevs av Peter Zwick 1998. Apistomyia cinnamomea ingår i släktet Apistomyia och familjen Blephariceridae. Inga underarter finns listade i Catalogue of Life.